# オストゥーニ
オストゥーニ（イタリア語: Ostuni）は、イタリア共和国プッリャ州ブリンディジ県にある、人口約3万1000人の基礎自治体（コムーネ）。

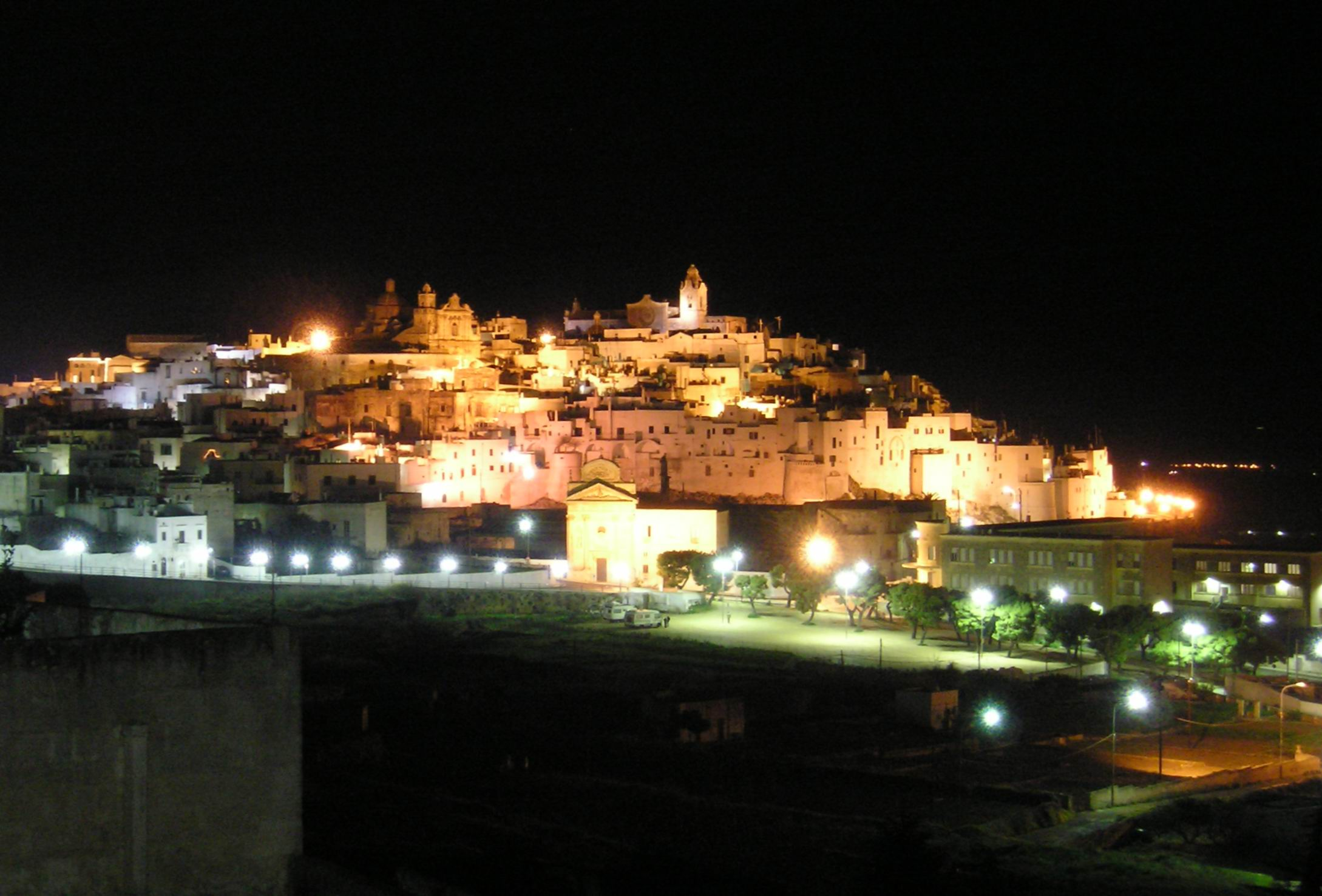
オストゥーニの夜景

## 地理

### 位置・広がり

#### 隣接コムーネ
隣接するコムーネは以下の通り。括弧内のTAはターラント県所属を示す。
- カロヴィーニョ
- チェーリエ・メッサーピカ
- チステルニーノ
- ファザーノ
- マルティーナ・フランカ (TA)
- サン・ミケーレ・サレンティーノ
- サン・ヴィート・デイ・ノルマンニ

## 姉妹都市
- マースメヘレン（ベルギー）